# باشگاه فوتبال پلیموث پارکوای
باشگاه فوتبال پلیموث پارکوای (به انگلیسی: Plymouth Parkway Football Club) یک باشگاه فوتبال در شهر پلیموث، کشور انگلستان است که در سال ۱۹۸۸ میلادی تأسیس شده‌است.